# Nieuw-Lekkerland
Nieuw-Lekkerland – miasto w Holandii, w prowincji Holandia Południowa. W 2011 roku liczyło 8170 mieszkańców.